# Pandémie de Covid-19 en Russie
- 100 000+
- 10 000–99 999
- 1 000–9 999
- 100–999

- 10 000+ cas
- 5 000–10 000 cas
- 2 000–5 000 cas
- 1 000–2 000 cas
- 500–1 000 cas
- 200–500 cas

La pandémie de Covid-19 en Russie commence le 31 janvier 2020 avec l'entrée de deux malades depuis la Chine. La Russie est peu touchée pendant le mois de février, puis connaît une hausse importante du nombre de cas dans la deuxième moitié du mois de mars, la majorité des premiers cas étant importés d'Europe et plus particulièrement d'Italie.
Au 15 avril 2020, il est annoncé officiellement un total de plus d'1,5 million de tests depuis début février, soit 20 000 tests par jour.
Le 28 décembre 2020, le gouvernement russe fait part d'un excès de mortalité entre janvier et novembre de 229 700 personnes, en hausse de 13,8 % par rapport à la même période de 2019. Et « plus de 81 % de cette hausse de la mortalité sur cette période est due au Covid et aux conséquences de la maladie due au coronavirus », soit un peu plus de 186 000 décès.
La surmortalité entre d’avril 2020 à février 2021 varie entre 376 000 et 414 000 (comparée à la même période 2019/020). Plus que les 86 000 morts du Covid-19 enregistrés officiellement à la fin du mois de février 2021.
Le  30 août 2021, le ministère de la Santé russe (en) indique un cumul de 6 901 152 cas de coronavirus confirmés en Russie et 182 429 décès et signale 18 325 nouveaux cas et 792 décès enregistrés entre le 28 et le 29 août 2021.
Le 1er janvier 2022 le ministère de la Santé indique un cumul de 10 519 733 cas de coronavirus confirmés en Russie et 309 707 décès ; 61,8% de la population a reçu au moins une dose de vaccin.
À la date du 1er novembre 2022, le bilan est de 390 247 morts.

## Historique
| \| Cas de Covid-19 recensés en Russie et confirmés par test PCR (augmentation journalière en %) \| Cas de Covid-19 recensés en Russie et confirmés par test PCR (augmentation journalière en %) \| Cas de Covid-19 recensés en Russie et confirmés par test PCR (augmentation journalière en %) \| Cas de Covid-19 recensés en Russie et confirmés par test PCR (augmentation journalière en %) \| Cas de Covid-19 recensés en Russie et confirmés par test PCR (augmentation journalière en %) \| \| -------------------------------------------------------------------------------------------------------------------------------------------------------------------------------------------------- \| -------------------------------------------------------------------------------------------- \| -------------------------------------------------------------------------------------------- \| -------------------------------------------------------------------------------------------- \| -------------------------------------------------------------------------------------------- \| \| Décès Cas rétablis Cas actifs Mars Mars Avril Avril Mai Mai Juin Juin \| \| \| \| \| \| Date \| \| \| Cas confirmés(1) \| \| \| 15 mars 2020 \| 1† \| \| 358 (+1,1 %) \| 358 (+1,1 %) \| \| … \| \| \| \| \| \| 1er avril 2020 \| 25† \| \| 3 007 (+17,0 %) \| 3 007 (+17,0 %) \| \| … \| \| \| \| \| \| 15 avril 2020 \| 1170† \| \| 24 608 (+15,9 %) \| 24 608 (+15,9 %) \| \| … \| \| \| \| \| \| 1er mai 2020 \| 1170† \| \| 114 500 (+6,0 %) \| 114 500 (+6,0 %) \| \| … \| \| \| \| \| \| 8 mai 2020 \| 1724† \| \| 187 897 (+6,0 %) \| 187 897 (+6,0 %) \| \| 9 mai 2020 \| 1828† \| \| 198 707 (+5,5 %) \| 198 707 (+5,5 %) \| \| 10 mai 2020 \| 1916† \| \| 209 716 (+5,5 %) \| 209 716 (+5,5 %) \| \| 11 mai 2020 \| 2010† \| \| 221 366 (+5,6 %) \| 221 366 (+5,6 %) \| \| 12 mai 2020 \| 2116† \| \| 232 261 (+4,9 %) \| 232 261 (+4,9 %) \| \| 13 mai 2020 \| 1916† \| \| 242 278 (+4,3 %) \| 242 278 (+4,3 %) \| \| 14 mai 2020 \| 2305† \| \| 252 245 (+4,1 %) \| 252 245 (+4,1 %) \| \| 15 mai 2020 \| 2418† \| \| 262 843 (+4,2 %) \| 262 843 (+4,2 %) \| \| 16 mai 2020 \| 2537† \| \| 272 043 (+3,5 %) \| 272 043 (+3,5 %) \| \| 17 mai 2020 \| 2305† \| \| 281 752 (+3,6 %) \| 281 752 (+3,6 %) \| \| 18 mai 2020 \| 2722† \| \| 290 678 (+3,2 %) \| 290 678 (+3,2 %) \| \| 19 mai 2020 \| 2837† \| \| 299 941 (+3,2 %) \| 299 941 (+3,2 %) \| \| 20 mai 2020 \| 2972† \| \| 308 705 (+2,9 %) \| 308 705 (+2,9 %) \| \| 21 mai 2020 \| 3099† \| \| 317 554 (+2,9 %) \| 317 554 (+2,9 %) \| \| 22 mai 2020 \| 3249† \| \| 326 448 (+2,8 %) \| 326 448 (+2,8 %) \| \| 23 mai 2020 \| 3388† \| \| 335 882 (+2,9 %) \| 335 882 (+2,9 %) \| \| 24 mai 2020 \| 3541† \| \| 344 481 (+2,6 %) \| 344 481 (+2,6 %) \| \| 25 mai 2020 \| 3633† \| \| 353 427 (+2.6 %) \| 353 427 (+2.6 %) \| \| 26 mai 2020 \| 3807† \| \| 362 342 (+2.5 %) \| 362 342 (+2.5 %) \| \| 27 mai 2020 \| 3968† \| \| 370 680 (+2.3 %) \| 370 680 (+2.3 %) \| \| 28 mai 2020 \| 4142† \| \| 379 051 (+2.3 %) \| 379 051 (+2.3 %) \| \| 29 mai 2020 \| 4374† \| \| 387 623 (+2.3 %) \| 387 623 (+2.3 %) \| \| 30 mai 2020 \| 4555† \| \| 396 575 (+2.3 %) \| 396 575 (+2.3 %) \| \| 31 mai 2020 \| 4693† \| \| 405 843 (+2.3 %) \| 405 843 (+2.3 %) \| \| 1er juin 2020 \| 5037† \| \| 423 741 (+4,4 %) \| 423 741 (+4,4 %) \| \| † Il s'agit du nombre total de décès sur le territoire russe. (1) Nombre total de cas confirmés par test PCR : morts, cas rétablis, cas actifs et l'augmentation journalière en pourcentage. v · m \| \| \| \| \| |       |  |                  |                  |
| Cas de Covid-19 recensés en Russie et confirmés par test PCR (augmentation journalière en %) |       |  |                  |                  |
| Décès Cas rétablis Cas actifs Mars Mars Avril Avril Mai Mai Juin Juin |       |  |                  |                  |
| Date |       |  | Cas confirmés(1) |                  |
| 15 mars 2020 | 1†    |  | 358 (+1,1 %)     | 358 (+1,1 %)     |
| … |       |  |                  |                  |
| 1er avril 2020 | 25†   |  | 3 007 (+17,0 %)  | 3 007 (+17,0 %)  |
| … |       |  |                  |                  |
| 15 avril 2020 | 1170† |  | 24 608 (+15,9 %) | 24 608 (+15,9 %) |
| … |       |  |                  |                  |
| 1er mai 2020 | 1170† |  | 114 500 (+6,0 %) | 114 500 (+6,0 %) |
| … |       |  |                  |                  |
| 8 mai 2020 | 1724† |  | 187 897 (+6,0 %) | 187 897 (+6,0 %) |
| 9 mai 2020 | 1828† |  | 198 707 (+5,5 %) | 198 707 (+5,5 %) |
| 10 mai 2020 | 1916† |  | 209 716 (+5,5 %) | 209 716 (+5,5 %) |
| 11 mai 2020 | 2010† |  | 221 366 (+5,6 %) | 221 366 (+5,6 %) |
| 12 mai 2020 | 2116† |  | 232 261 (+4,9 %) | 232 261 (+4,9 %) |
| 13 mai 2020 | 1916† |  | 242 278 (+4,3 %) | 242 278 (+4,3 %) |
| 14 mai 2020 | 2305† |  | 252 245 (+4,1 %) | 252 245 (+4,1 %) |
| 15 mai 2020 | 2418† |  | 262 843 (+4,2 %) | 262 843 (+4,2 %) |
| 16 mai 2020 | 2537† |  | 272 043 (+3,5 %) | 272 043 (+3,5 %) |
| 17 mai 2020 | 2305† |  | 281 752 (+3,6 %) | 281 752 (+3,6 %) |
| 18 mai 2020 | 2722† |  | 290 678 (+3,2 %) | 290 678 (+3,2 %) |
| 19 mai 2020 | 2837† |  | 299 941 (+3,2 %) | 299 941 (+3,2 %) |
| 20 mai 2020 | 2972† |  | 308 705 (+2,9 %) | 308 705 (+2,9 %) |
| 21 mai 2020 | 3099† |  | 317 554 (+2,9 %) | 317 554 (+2,9 %) |
| 22 mai 2020 | 3249† |  | 326 448 (+2,8 %) | 326 448 (+2,8 %) |
| 23 mai 2020 | 3388† |  | 335 882 (+2,9 %) | 335 882 (+2,9 %) |
| 24 mai 2020 | 3541† |  | 344 481 (+2,6 %) | 344 481 (+2,6 %) |
| 25 mai 2020 | 3633† |  | 353 427 (+2.6 %) | 353 427 (+2.6 %) |
| 26 mai 2020 | 3807† |  | 362 342 (+2.5 %) | 362 342 (+2.5 %) |
| 27 mai 2020 | 3968† |  | 370 680 (+2.3 %) | 370 680 (+2.3 %) |
| 28 mai 2020 | 4142† |  | 379 051 (+2.3 %) | 379 051 (+2.3 %) |
| 29 mai 2020 | 4374† |  | 387 623 (+2.3 %) | 387 623 (+2.3 %) |
| 30 mai 2020 | 4555† |  | 396 575 (+2.3 %) | 396 575 (+2.3 %) |
| 31 mai 2020 | 4693† |  | 405 843 (+2.3 %) | 405 843 (+2.3 %) |
| 1er juin 2020 | 5037† |  | 423 741 (+4,4 %) | 423 741 (+4,4 %) |
| † Il s'agit du nombre total de décès sur le territoire russe. (1) Nombre total de cas confirmés par test PCR : morts, cas rétablis, cas actifs et l'augmentation journalière en pourcentage. v · m |       |  |                  |                  |

### Premiers cas (31 janvier-15 mars)

Nombre de cas (bleu) et nombre de morts (rouge) en échelle logarithmique.

Les premiers malades de la Covid-19 en Russie sont deux Chinois diagnostiqués le 31 janvier, à Tioumen et à Tchita, kraï de Transbaïkalie. Ils sont guéris quelques semaines plus tard. Puis des Russes sont diagnostiqués à l'étranger. Le 23 février, huit Russes malades évacués du navire de croisière Diamond Princess sont hospitalisés à Kazan, dans le Tatarstan, dont trois cas confirmés de Covid-19. Ces cas répertoriés dans un moyen de transport international ne sont pas inclus dans les statistiques officielles russes par le Rospotrebnadzor. Ces huit personnes sont sorties de l’hôpital le 8 mars. Le 28 février, un Russe est testé positif en Azerbaïdjan après avoir visité l’Iran[réf. souhaitée]. Quelques jours plus tard, le ministère de la Santé (en) des Émirats arabes unis annonce que deux Russes sont infectés par le virus sur le sol.
La Russie déclare le 2 mars le premier cas de coronavirus à Moscou. Celui-ci avait voyagé en Italie. Il s'ensuit plusieurs détections de personnes symptomatiques revenant d'Europe : une à Saint-Pétersbourg le 5 mars, cinq à Moscou et une à Nijni Novgorod le 6 mars, quatre dont trois à Lipetsk et une à Saint-Pétersbourg le 7 mars. Le nombre de cas détectés s'élève à 28 au 11 mars, puis 63 au 15 mars. Les cas positifs viennent majoritairement d'Italie, mais aussi de France, d'Espagne, de Suisse et d'Autriche,.

### Augmentation progressive

#### Mars 2020
- Le 30 mars, la Russie compte 1 534 cas détectés et 8 morts[16],[17],[18]
- Le 31 mars, 500 nouveaux cas sont confirmés, dont 387 à Moscou et 48 à Saint-Pétersbourg, le total de cas confirmés est de 2 337. Les premiers cas dans l'oblast de Magadan et l'oblast d'Astrakhan sont confirmés. Le nombre de décès confirmés est de 17. Denis Protsenko, directeur médical de l'hôpital pour coronavirus Kommounarka à Moscou, aurait été testé positif au coronavirus. Une femme de 61 ans, responsable de l'hôpital de Syktyvkar, devenu un foyer de la maladie après qu’un chirurgien est tombé malade le 16 mars, est décédée de la Covid-19. Bien que le laboratoire de pathologie ait officiellement confirmé le diagnostic, le décès n'a pas été inclus dans les statistiques officielles.

#### Avril 2020
- Le 1er avril, 440 nouveaux cas ont été confirmés, dont 267 à Moscou, portant le nombre total de cas confirmés à 2 777. Les premiers cas ont été confirmés dans l’oblast de Koursk et en Ossétie du Nord. Le nombre de décès confirmés a augmenté de 7 à 24.

À partir de cette date, tous les cas de pneumonie seront désormais traités comme des cas potentiels de coronavirus.
- Le 13 avril, 2558 nouveaux cas sont confirmés, portant le total à 18 228[19],[20].

#### Mai 2020
- Le 2 mai, 9 623 nouveaux cas sont confirmés, portant le total à 124 054[21].
- Le 6 mai, un premier cas est enregistré dans la mine Olimpiada, la plus vaste et la plus riche mine d'or de Russie, située dans le kraï de Krasnoïarsk. Quinze jours plus tard, plus de 800 salariés sont contaminés, et un premier décès est enregistré. La région de Krasnoïarsk devient la plus touchée du pays, après Moscou et Saint-Pétersbourg. Le foyer de contamination est d’une telle ampleur que l'armée a déployé un hôpital de campagne, sur le site, pour accueillir les malades[22].

#### Juin 2020
- Le 19 juin, la publication de nouveaux chiffres des autorités russes jette le trouble : entre fin mai et mi-juin, le nombre de décès parmi le personnel soignant a quintuplé[23].

#### Juillet 2020
- Le 1er juillet, 6 556 nouveaux cas sont confirmés, portant le total à 654 405[24]. La progression de l'épidémie se maintient jusqu'à atteindre 839 941 cas confirmés le 31 juillet 2020[25].

Nombre de nouveaux cas (bleu) et nombre de décès (rouge) - lissage dégressif, coordonnées logarithmiques. Après un pic mi-mai, l'épidémie reprend en septembre.

#### Août 2021
- Le 11 août 2020, le président Poutine a déclaré lors d'une réunion que le vaccin développé par l'Institut de recherche Gamaleya en épidémiologie et microbiologie était le premier vaccin contre le coronavirus à être enregistré. Il a dit qu'une de ses filles avait été vaccinée[26]. Le jour d'avant, l'Association des organismes de recherche clinique, un syndicat de sociétés pharmaceutiques en Russie, a exhorté le chef du ministère de la Santé à retarder l'enregistrement en raison de tests incomplets[27] Le chef du RDIF a déclaré que 20 pays avaient demandé au total 1 milliard de doses du vaccin, surnommé Spoutnik V.[28].
- Le 29 août 2020, le président Poutine a déclaré à la télévision publique que la prochaine année universitaire commencerait normalement le 1er septembre et a appelé au respect des directives sanitaires et des exigences en matière de sécurité[29]. Le 31 août, la responsable de Rospotrebnadzor, Anna Popova, a  déclaré que les étudiants étrangers peuvent être autorisés à entrer dans le pays pour étudier dans des universités, à condition qu'ils aient un document médical confirmant un test négatif et qu'ils l'aient reçu au plus tard trois jours avant leur arrivée[30].

#### Septembre 2020
Le 1er septembre, le nombre confirmé de cas en Russie a dépassé le million, devenant ainsi le quatrième pays à atteindre ce seuil. Le directeur du Centre Gamaleya a déclaré qu'un test de stade 3 pour son vaccin commencerait à Moscou, comprenant 40 000 volontaires avec des cliniques recevant le vaccin du 3 au 4 septembre.
Le 2 septembre 2020, il a été signalé que le ministre du Commerce et de l'Industrie, Denis Manturov, avait été vacciné contre le virus en utilisant le vaccin mis au point par le Centre Gamaleya.
Le 4 septembre 2020, il a été signalé que les maires adjoints de Moscou, Anastasia Rakova et Vladimir Efimov, avaient été vaccinés, où presque tous les chefs de département avaient été vaccinés après la vaccination de Sobianine.

#### Octobre 2020
Le 2 octobre 2020, il a été publié qu'au total, plus de 45 000 personnes sont mortes du coronavirus en Russie. Le taux de mortalité en Russie est de 4,6% à la fin du mois d'août 2020.
Le 4 octobre 2020, 10 499 cas sont confirmés, ce qui est le nombre le plus élevé depuis mai 2020.

#### Novembre 2020
Le 6 novembre 2020, les statistiques russes ont publié que 55 671 personnes étaient mortes du coronavirus avant le 30 septembre 2020. Le bilan officiel était de 20 891 morts.
Le 8 novembre 2020, la Russie a signalé 20 498 nouvelles infections à coronavirus et 286 décès liés aux coronavirus. Cela porte le nombre de cas infectés à un total de 1 774 334 et le nombre de morts à 30 537.

#### Décembre 2020
Au 26 décembre 2020, le nombre total de cas d'infection au coronavirus en Russie franchit la barre des 3 millions après que les fonctionnaires aient enregistré 29,258 nouveaux cas au cours des 24 heures précédentes et 567 décès.
Le 28 décembre 2020, le gouvernement russe fait part d'un excès de mortalité entre janvier et novembre de 229 700 personnes, en hausse de 13,8 % par rapport à la même période de 2019. Et « plus de 81 % de cette hausse de la mortalité sur cette période est due au Covid et aux conséquences de la maladie due au coronavirus », soit un peu plus de 186 000 décès a indiqué la vice-première ministre chargée de la santé, Tatiana Golikova. Ces nouveaux chiffres seraient fondés sur une définition des victimes du SARS-CoV-2, plus proche des normes internationales.

#### Janvier 2021
Le  5 mars 2021, l'agence Rosstat, indique avoir enregistré 200 432 décès au total en janvier 2021.

#### Mai 2021
Le  15 mai 2021, l'agence Tass, indique avoir enregistré 9 866 nouveaux cas en 24 h, pour un total de 4 931 691 cas et 115 480 décès depuis le début de la pandémie.

#### Juin 2021
Le  2 juillet 2021, l'agence Tass, indique un cumul de 5 561 350 cas de coronavirus confirmés en Russie, dont 5 035 518 patients guéris et 136 565 décès. 2,7 millions de russes ont reçu au moins une dose de vaccin à cette date.

#### Juillet 2021
Le  2 août 2021, le centre national russe d"information sur le coronavirus indique un cumul de 6 334 195 cas de coronavirus confirmés en Russie et 160 925 décès. La surmortalité depuis le début de la pandémie est estimée à 483 000 décès. L'agence Tass signale 22 000 nouveaux cas et 788 décès enregistrés entre le 1er et le 2 août 2021.

#### Août 2021
Le  30 août 2021, le ministère de la Santé indique un cumul de 6 901 152 cas de coronavirus confirmés en Russie et 182 429 décès et signale 18 325 nouveaux cas et 792 décès enregistrés entre le 28 et le 29 août 2021.

#### Septembre-Octobre 2021
Le 2 novembre 2021 le ministère de la Santé indique un cumul de 8 593 200 cas de coronavirus confirmés en Russie et 240 871 décès .

#### Novembre 2021
Début décembre 2021 le ministère de la Santé indique un cumul de 9 833 749 cas de coronavirus confirmés en Russie et 276 000 décès; 53,7% de la population a reçu au moins une dose de vaccin .

#### Décembre 2021
Le premier janvier 2022 le ministère de la Santé indique un cumul de 10 519 733 cas de coronavirus confirmés en Russie et 309 707 décès; 61,8% de la population a reçu au moins une dose de vaccin .

## Mesures prises en 2020

### Fermeture des frontières
La Russie est l'un des pays qui, comme la Chine, a fermé le plus tôt ses frontières dès le 2 février ; les accès routiers et ferroviaires en provenance de ou vers la Chine étaient interrompus. Et le 18 février, les citoyens chinois ne sont alors plus autorisés à entrer sur le territoire russe.
Le 28 mars 2020, la Russie annonce fermer toutes ses frontières à partir du 30 mars, sauf pour le transport de marchandises,.
Mi-avril 2020 Alexander Myasnikov (chef de l'information russe COVID-19) déclare qu'il serait « impossible » pour les Russes de contracter la COVID-19, car la probabilité d'une propagation étendue en Russie est selon lui de « 0,0% ».

### Contrôle des voyageurs
Du 23 janvier au 18 février 2020, 382 155 voyageurs aériens en provenance de Chine, sont dirigés vers l'aéroport Sheremetyevo, ou ils sont examinés. 105 d'entre eux sont isolés. Aucun cas n'est détecté.

### Dépistage
La stratégie de la Russie (qui dispose d'importants moyens de dépistage) est de tester toutes les personnes présentant des symptômes et considérée conforme à la stratégie recommandée par l'OMS.
Les tests de dépistage commencent dès le 31 janvier 2020, le 30 mars 165 000 dépistages symptomatiques sont effectués.
Bien que le nombre de morts ne soit pas contesté, le faible nombre de détections positives et le taux de contamination suscitent des interrogations sur la fiabilité du nombre de cas annoncés liés au laboratoire Vektor. Ce dernier est l'un des deux laboratoires effectuant des tests PCR en Russie et est certifié par l'OMS.
La Russie pourrait dépister 100 000 personnes par semaine à partir du 30 mars 2020. « Plus de 10 millions de tests » ont été faits entre le début de la pandémie et le début juin, avec plus de 200 laboratoires capable de fournir les résultats de tests le jour même, ce qui explique un nombre élevé de cas déclarés, par rapport à des pays qui ont moins testé leur population.

### Limitation d'interaction humaine
La Russie ne décrète pas de confinement à l'échelle du territoire, mais préconise différentes mesures à l'échelle des régions; elle ordonne la fermeture des restaurants et autres commerces non essentiels à partir du 28 mars pour une durée d'une semaine (28 mars au 5 avril), appelée « semaine chômée ». Le 2 avril  2020, le prolongement est décidé jusqu'au 30 avril. L'indemnité mensuelle en cas de perte d'emploi est fixée à 19 500 roubles soit la moitié du salaire moyen,,.

#### Premier confinement à Moscou

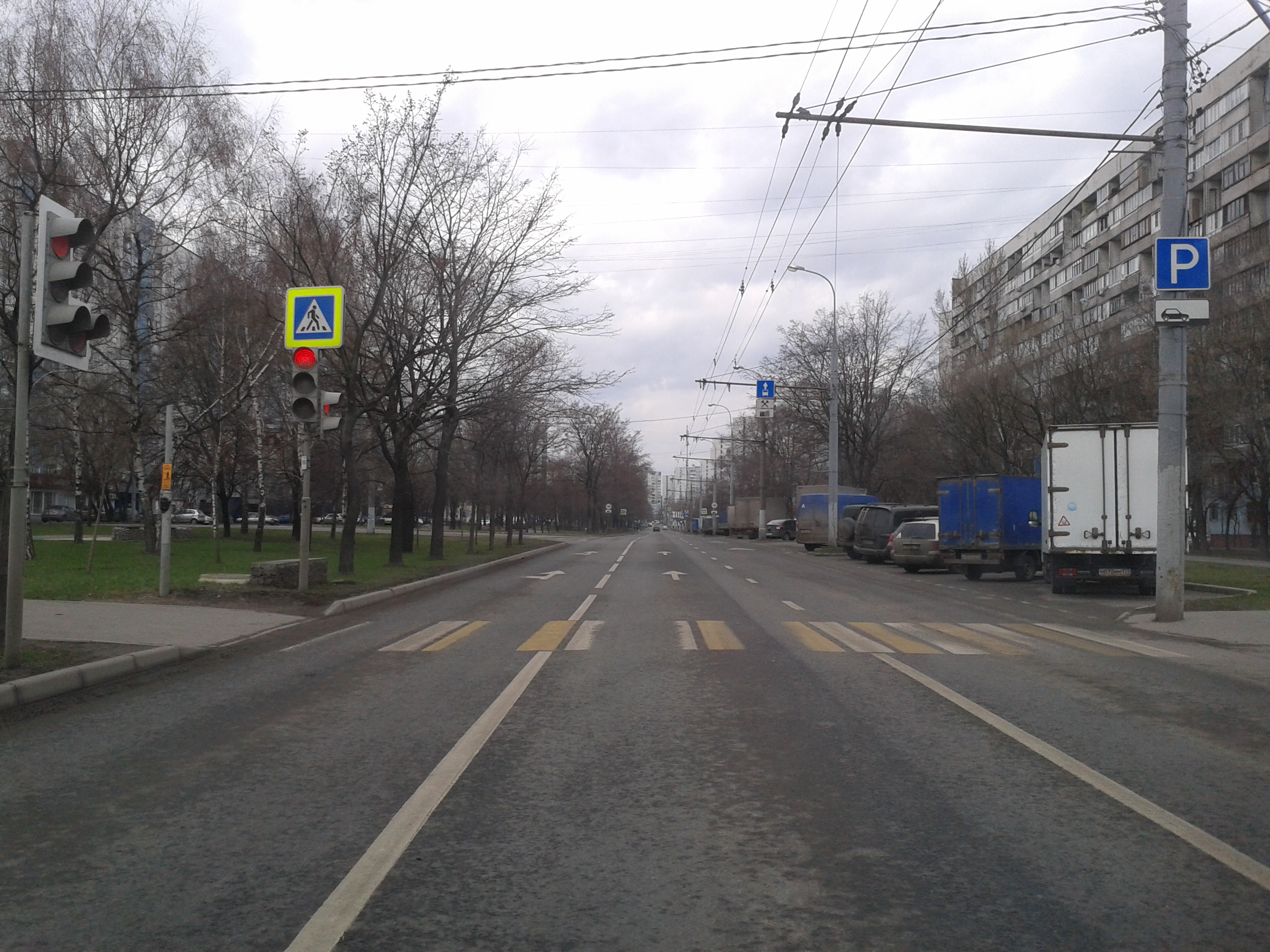
Rue de Moscou totalement déserte le 3 avril 2020.

Le maire de Moscou, Sergueï Sobianine, décrète le confinement de la ville à partir du 30 mars 2020. Il n'est possible de quitter son domicile que pour se rendre à une urgence médicale, en cas de danger vital ou sanitaire, afin de se rendre à son travail si celui-ci est obligatoire, afin d'effectuer des achats alimentaires à proximité de son domicile, afin de se rendre à la pharmacie, afin de jeter ses ordures, afin de promener son animal domestique à moins de 100 mètres de son domicile. Le 12 avril, le confinement de Moscou et sa région est prolongé jusqu'au 1er mai, avec un système de laissez-passer électronique,. L'agence TASS signale des files d'attente dans le métro et des embouteillages générés par les contrôles provoquant une attente de 4 heures pour entrer dans Moscou.

#### Extension et régimes du confinement mars-avril 2020
Le 31 mars 2020, à la demande du Premier ministre Mikhaïl Michoustine le régime de confinement de Moscou est adopté par Saint-Pétersbourg et 28 oblasts et républiques de la fédération de Russie : les oblasts d'Arkhangelsk, de Bachkirie, de Belgorod, de Kalinine, de Kalouga, de Koursk, de Lipetsk, de Moscou, de Mourmansk, de Nijni Novgorod, de Novgorod, de Novossibirsk, de Rostov, de Riazan, de Samara,, de Saratov, de Smolensk,de Sverdlovsk, d'Oulianovsk, de Vologda, de Volgograd et de Voronej, les républiques d'Adyguée, des Komis, des Maris, de Iakoutie, du Tatarstan, de Tchétchénie et de Tchouvachie.
Le 31 mars 2020, toutes les régions de l'Oural et de Sibérie appliquent le confinement.
Le 31 mars 2020, le kraï de Stavropol décrète le confinement jusqu'au 6 avril à 6 heures du matin.

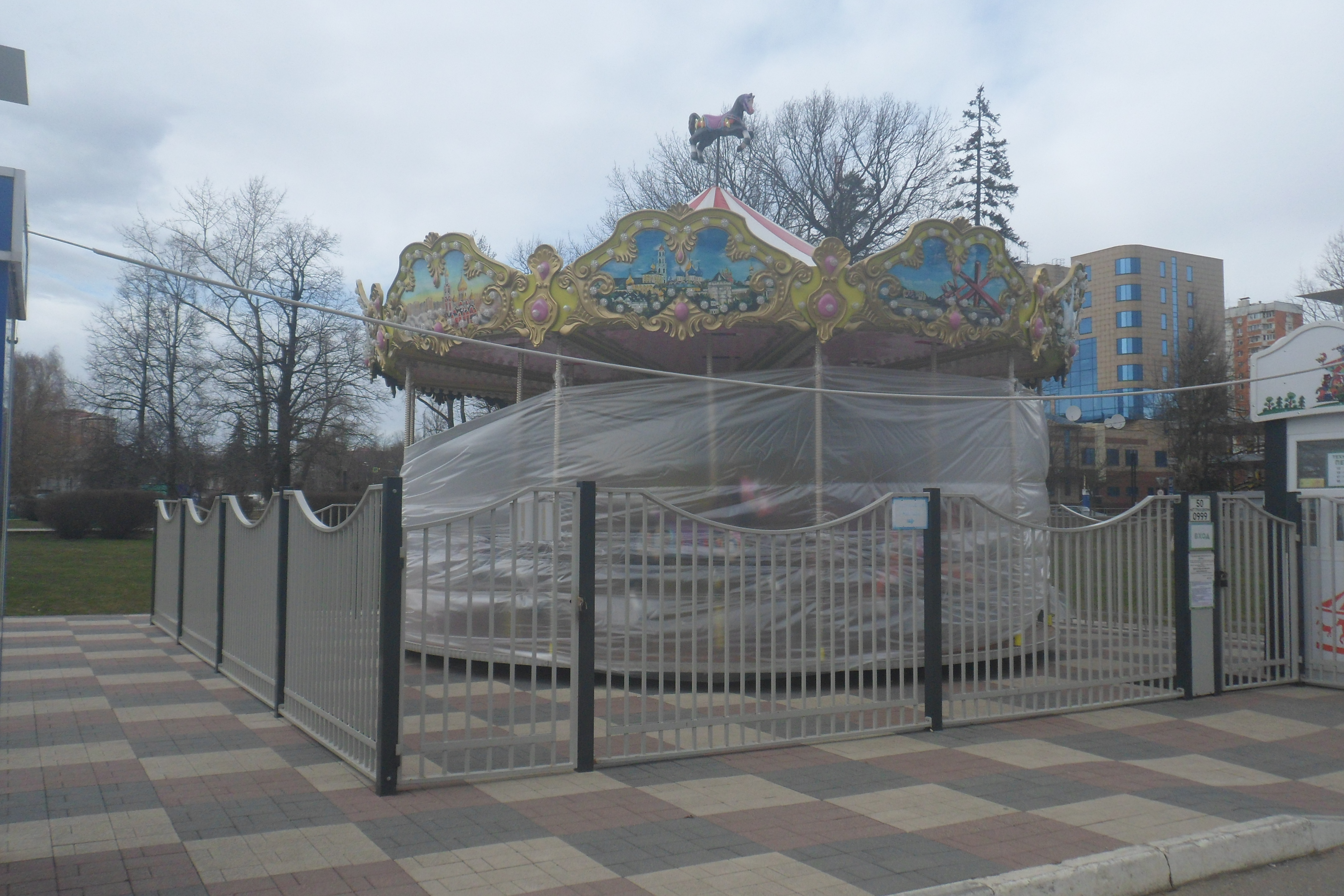
Fermeture d'un manège de la ville d'Odintsovo, photographie du 5 avril 2020.

Le 1er avril 2020, le district fédéral du Caucase du Nord est le troisième okroug (district) dont toutes les régions appliquent le régime du confinement ou des mesures de limitation des contacts.
Le 1er avril 2020 le confinement ou la quarantaine sont appliqués dans la république de Carélie,. Puis la totalité de l'Extrême-Orient russe applique des mesures de restriction et le 2 avril le district autonome de Tchoukotka. En Iakoutie, le confinement est appliqué à Iakoutsk, aux raïons de Jataï, de Mirninsk et de Nerioungrinsk. Dans l'oblast de l'Amour, les personnes de plus de 65 ans sont confinées ; dans le kraï de Khabarovsk, le confinement est obligatoire pour les personnes âgées, les chômeurs, les personnes à maladies chroniques.
Le confinement volontaire pour tous est appliqué en Bouriatie, au Birobijan, en Transbaïkalie, dans les kraïs du Kamtchatka et du Primorié, dans les oblasts de Magadan et de Sakhaline et l'okroug de Tchoukotka.

#### Quarantaine mars 2020
Le 30 mars 2020, l'oblast d'Astrakhan en conformité avec la loi fédérale sur la situation sanitaire épidémiologique applique la quarantaine.
Du 31 mars 2020 au 5 avril, une quarantaine stricte est ordonnée dans le kraï de Krasnodar. Il est interdit en outre d'utiliser son véhicule personnel sauf pour se rendre au travail avec laisser-passer, se rendre aux urgences ou en cas de menace vitale.
À partir du 2 avril 2020 à minuit, le régime de la quarantaine s'applique à la république de Crimée. Des barrages sont installés sur le pont de Crimée. Les forces de l'ordre vérifient les laisser-passer spéciaux et du personnel médical effectue des contrôles sanitaires dont la prise de température sur les routes et les chemins de fer. Dès le 1er avril, les liaisons routières entre la république de Crimée, Sébastopol et le kraï de Krasnodar sont interrompues.
Le non-respect des mesures de quarantaine expose à des poursuites pénales.

### Durcissement des mesures
Les mesures sont prolongées ou durcies dans certaines régions. Ainsi l'oblast de Tver prolonge le confinement jusqu'au 30 avril au moins.
Le 8 avril 2020, le maire de Moscou Sergueï Sobianine déclare que les groupes à risque, c'est-à-dire les personnes âgées, les personnes de retour de l'étranger, les malades, doivent absolument observer les mesures de confinement. Ces mesures s'étendent aux « personnes contact » dans la proportion de 10 à 20 personnes. Sobianine considère qu'elles doivent être étroitement contrôlées et soumises à une quarantaine de quatorze jours. Il propose que ces personnes soient tracées par les moyens numériques téléphoniques. À partir du 13 avril, un régime de laissez-passer est mis en service. Du 13 au 19 avril toutes les entreprises non essentielles cessent de travailler à Moscou.
Le 13 avril 2020, l'agence RIA Novosti informe que le gouverneur de l'oblast d'Oulianovsk, Sergueï Morozov, impose un isolement obligatoire de deux semaines aux personnes venant d'autres régions entrant dans sa région.
À partir du 14 avril 2020, la république de Crimée interdit l'accès aux cimetières, sauf pour les parents très proches aux funérailles; interdit aux personnes de plus de 65 ans et aux personnes atteintes de maladie chronique de sortir de chez elles, sauf pour nécessité vitale. Toute personne entrant en Crimée doit effectuer une quarantaine de quatorze jours.

### Mesures d'assouplissement du confinement
Le 13 avril 2020, l'agence TASS rapporte que certaines régions commencent à assouplir les mesures de confinement. l'oblast d'Astrakhan permet le confinement permanent des urbains dans leurs datchas, et permet aux avocats et aux notaires de reprendre le travail ; en Adyguée, les travaux dans le domaine du BTP reprennent, ainsi que l'industrie et le commerce du bois et des matériaux de construction.

### Recherche et infrastructures médicales
La Russie lance des recherches pour un médicament contre le Covid-19. Profitant des expériences de la Chine et de la France, elle mène des expériences à base de Méfloquine, un antipaludéen.
Le 10 mars 2020, la construction, proche de Moscou, d'un hôpital dédié aux maladies infectieuses est annoncée. L’objectif affiché par le maire de Moscou : désengorger les hôpitaux et les cliniques de la capitale, qui sont au bord de la saturation.
Début avril 2020, le ministre russe de la Défense, Sergueï Choïgou, annonce le projet de construction de 16 centres médicaux dans diverses régions du pays, leur mise en service est prévue entre le 20 avril et le 15 mai (budget de 8,8 milliards de roubles (99,5 millions d'euros).
D’après la responsable du Rospotrebnadzor, une récente souche du nouveau covid-19 semble apparaitre en novembre 2020 en Sibérie.

### Soutien russe à l'international
Le 21 mars 2020, la Russie livre 100 000 tests à l'étranger afin d'enrayer la propagation du virus : Arménie, Kirghizistan, Ouzbékistan, Biélorussie, Égypte, Iran, Serbie, Venezuela, Corée du Nord, Mongolie. Le 13 avril, l'agence TASS indique que l'équipe médicale russe a reçu les dix premiers patients.
Le 1er avril 2020, le ministère russe de la Défense informe qu'un Antonov-124 des forces aériennes russes, « avec à son bord des masques médicaux et de l'équipement médical, est parti pour les États-Unis ».
Le 28 avril 2020, le ministère des Affaires étrangères russe indique examiner les demandes d'aide adressées par l’Algérie, l’Égypte, le Qatar, le Koweït, le Liban, la Libye, la Mauritanie, le Maroc, la Palestine, la Syrie, le Soudan et la Tunisie.
Le 3 juillet 2021, la Russie rachète à la Slovaquie 160 000 doses (sur 200 000) de vaccin Sputnik V. Ces doses inutilisées proches de la date de péremption sont rachetées au prix de vente d'origine.

### Système de santé
Le système de santé russe présente plusieurs problèmes structurels. Les soins de santé primaires sont désormais négligés. Le nombre de médecins de district est passé de 73 200 à 60 900 entre 2005 et 2016. La part des généralistes représentait moins de 13 % du total de médecins en 2017. Selon une étude menée en 2019, 57 % des Russes ne vont pas chez le médecin lorsqu’ils tombent malades et optent pour l’automédication.
Les inégalités territoriales en matière de système de santé se sont creusées depuis les années 2000. En dehors des grands centres urbains, les installations vétustes apparaissent saturées face à la pandémie.

## Statistiques
A la mi-décembre 2020, les statistiques officielles ont enregistré plus de 2,7 millions de cas de contamination (ce qui situe la Russie au quatrième rang mondial en termes de contaminations) et 49 151 morts. Le taux de mortalité est cependant contesté : The Moscow Times a notamment constaté que l’agence de statistiques Rosstat a enregistré près de 50 000 décès supplémentaires en octobre 2020 par rapport à octobre 2019. Selon le directeur de l’Observatoire franco-russe, Arnaud Dubien, « étant donné cette surmortalité enregistrée ces derniers mois, on peut multiplier par deux ou trois les chiffres avancés par le ministère de la Santé, compte tenu de leur méthodologie ».

### Cas confirmés de janvier à  avril 2020
Pour des raisons techniques, il est temporairement impossible d'afficher le graphique qui aurait dû être présenté ici.

Lecture : entre le début du recensement et le 1er avril 2020, en Russie, un total de 2 777 personnes atteintes de Covid-19 ont été recensées.
Pour des raisons techniques, il est temporairement impossible d'afficher le graphique qui aurait dû être présenté ici.

Lecture : le 1er avril 2020, en Russie, 440 nouvelles personnes atteintes de Covid-19 ont été recensées.

### Décès cumulés de janvier à avril 2020
Pour des raisons techniques, il est temporairement impossible d'afficher le graphique qui aurait dû être présenté ici.

Lecture : entre le début du recensement et le 1er avril 2020, en Russie, un total de 24 personnes sont décédées dans les hôpitaux d'une cause attribuée à la Covid-19.Décès cumulés de janvier à avril 2020

### Décès quotidiens de janvier à avril 2020
Pour des raisons techniques, il est temporairement impossible d'afficher le graphique qui aurait dû être présenté ici.

Lecture : le 1er avril 2020, en Russie, 7 nouvelles personnes sont décédées dans les hôpitaux d'une cause attribuée à la Covid-19.

### Guérisons de janvier à avril 2020
Pour des raisons techniques, il est temporairement impossible d'afficher le graphique qui aurait dû être présenté ici.

Lecture : entre le début du recensement et le 1er avril 2020, en Russie, un total de 190 personnes sont guéries d'une cause attribuée à la Covid-19.
Pour des raisons techniques, il est temporairement impossible d'afficher le graphique qui aurait dû être présenté ici.

Lecture : le 1er avril 2020, en Russie, 69 nouvelles personnes sont guéries d'une cause attribuée à la Covid-19.

### Test diagnostique de janvier à avril 2020 du SARS-CoV-2 en Russie
Pour des raisons techniques, il est temporairement impossible d'afficher le graphique qui aurait dû être présenté ici.

Pour des raisons techniques, il est temporairement impossible d'afficher le graphique qui aurait dû être présenté ici.

Références:
 (en) « covid-testing-all-observations.xlsx » [Office Open XML] (consulté le 24 juillet 2020)
(ru) « Информационные бюллетени о ситуации и принимаемых мерах по недопущению распространения заболеваний, вызванных новым коронавирусом », sur Федеральная служба по надзору в сфере защиты прав потребителей и благополучия человека (consulté le 29 août 2020)

## Réactions en 2020

### Réactions nationales

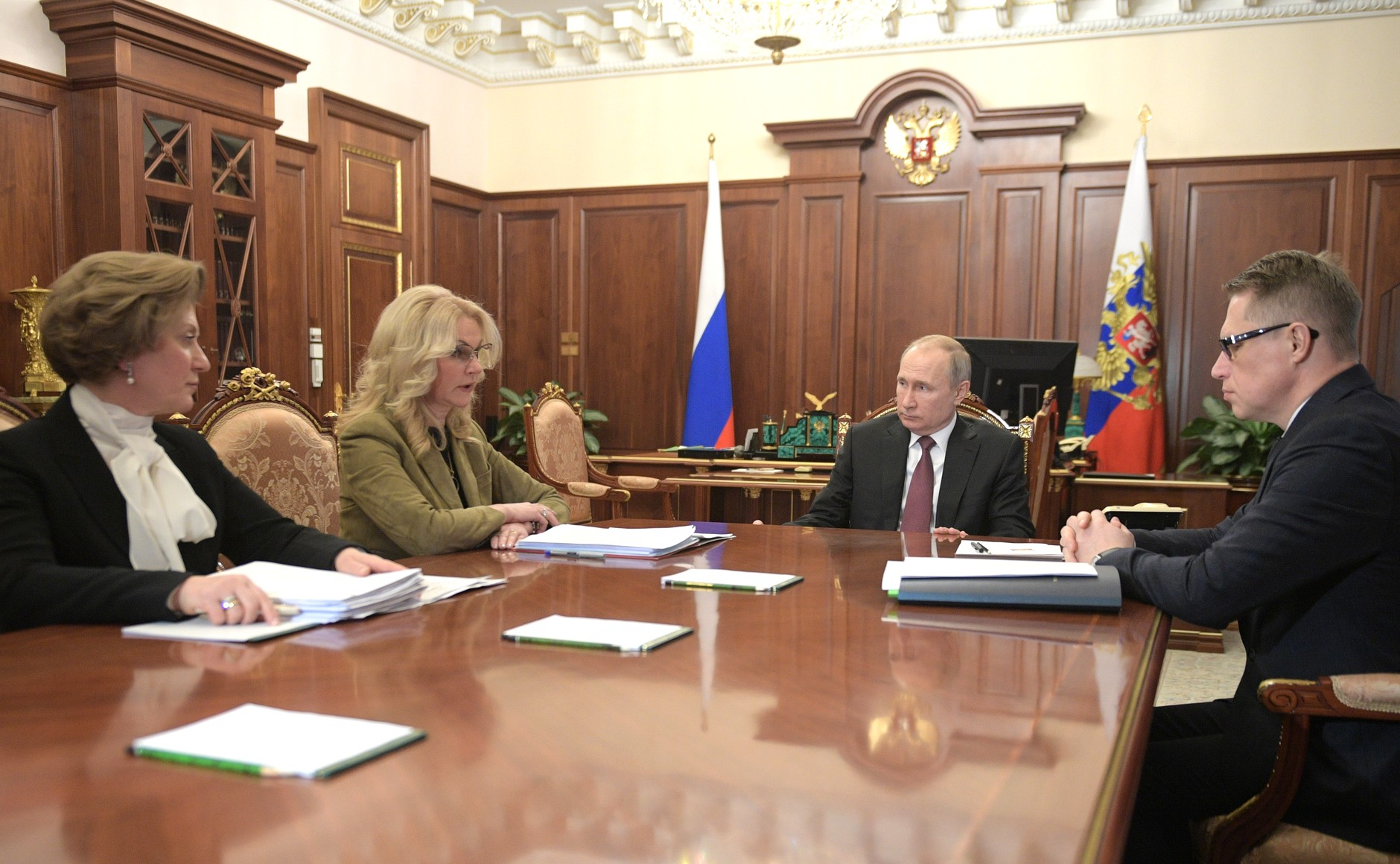
Réunion avec le président de la Russie Vladimir Poutine le 29 janvier 2020.

Mi-mars 2020 à la radio Écho de Moscou, le conseiller idéologique du parti Nouvelle Force, Valery Soloveï, souvent critique du Kremlin, déclare qu’au moins 1 600 personnes seraient décédées des suites d’une infection du coronavirus depuis le mois de janvier en Russie, mais que ces cas ont été enregistrés comme des pneumonies. Alexey Kurinny, député communiste, membre de la commission de la santé au parlement russe, estime que les chiffres communiqués sont sous-estimés de « 2 fois (minimum) à 10 fois ».Le 23 mars le président Vladimir Poutine visite l'hôpital de Kommounarka à Moscou, principal lieu de soin du covid-19 en Russie.
Le 26 mars 2020, le président Vladimir Poutine s'adresse à la télévision russe pour annoncer des mesures sanitaires et économiques. Il recommande aux Russes de rester chez eux, décrétant que la semaine suivante serait chômée.
Le scrutin sur la réforme constitutionnelle est reporté sine die,.
Le président Vladimir Poutine annonce aussi des mesures de soutien au pouvoir d'achat et aux entreprises face à la crise économique provoquée par la pandémie : renouvellement automatique de toutes les allocations et prestations sociales pendant six mois, pauses dans le remboursement des prêts et augmentation de l'allocation de chômage. Pour les entreprises : report d'impôt et de crédit pour les PME pendant six mois afin de les « aider à garder leurs employés ». Il promet également de taxer davantage les circuits d'optimisation fiscale et les transferts de fonds vers des comptes offshore à l'étranger.
À cette date, 658 cas sont répertoriés dans le pays. Les hôpitaux, pharmacies, banques, administrations, magasins alimentaires et transports continuent à fonctionner. Les bars, restaurants, cafés, discothèques et lieux de loisirs ferment le 28 mars.
Le 10 avril 2020, les autorités reconnaissent que les capacités des services de santé de Moscou atteignent « leurs limites ». Le nouvel hôpital dédié aux épidémies est en construction,.
Le 13 avril 2020, comme dans beaucoup d'autres pays, des problèmes logistiques sont rapportés dans les hôpitaux de régions et tous le système de soins, qui manquent de masques, gants, thermomètres, désinfectants et combinaisons de protection. Le président Vladimir Poutine reconnaît des pénuries de matériel, sans donner d'indication sur l'ampleur des manques. Un rapport indique que les agents de santé russes ont été ainsi surexposés : ils étaient 16 fois plus susceptibles de mourir du COVID-19 que leurs homologues d'autres pays, représentant environ 7% de tous les décès dus au COVID-19 en Russie. Ces agents de santé russes disent avoir été découragés de souligner les pénuries d'EPI. Il y a aussi eu des problèmes avec les machines de ventilation assistée (avant l'épidémie, la Russie disposait de 27 respirateurs artificiels pour 100 000 habitants, bien plus que les 18,8 pour 100 000 aux États-Unis, mais bon nombre de ces ventilateurs étaient vieux et les médecins se sont plaints de leur qualité. D'importantes inégalités régionales sont constatés dans l'efficacité du système de soin en Russie, certaines régions manquant et de préparation et d'équipement. Selon un article de The Lancet : « Un médecin parlant à la BBC a qualifié le kit disponible pour les médecins du Daghestan de «primitif», et la région a la capacité de moins de 1000 tests par jour sur une population de plus de 3 millions d'habitants. Selon un ministre local de la Santé, 40 agents de santé sont morts du COVID-19 au Daghestan, ce qui est plus que le total officiel de tous les décès liés au COVID-19 pour la région ».
Le 15 avril 2020, des associations d'anciens combattants demandent le report des commémorations prévues le 9 mai pour le 75e anniversaire de la victoire sur l'Allemagne en 1945,.
En avril 2020, les Russes sont nombreux à critiquer la gestion de la crise du coronavirus, malgré les menaces de très lourdes sanctions. Un internaute de Pskov (frontière estonienne) ayant dénoncé un manque de respirateurs artificiels dans un hôpital de sa ville sur un réseau social fait l'objet de poursuites judiciaires. Il risque jusqu’à 100 000 roubles d’amende (1 200 €) et la confiscation de son ordinateur. Le 15 avril, le procureur général a demandé au journal d’investigation Novaya Gazeta de supprimer un article sur la gestion de la Covid-19 en Tchétchénie. L'auteure de l'article a été menacée de mort.
En mai 2020, Vladimir Poutine annonce que la situation liée au covid-19 se stabilise dans le pays. Peu après l'académicien Léo Bokeria estime que la pandémie sera surmontée à la fin de l'été. En juillet, les autorités de Saint-Pétersbourg annoncent prématurément leur victoire face à la pandémie.
En juin 2021, le ministre de la santé Mikhaïl Mourachko annonce que nombre de régions russes sont sur le point de vaincre le virus

### Réactions internationales
Le 8 avril 2020, pour faire face aux cas importés de Russie, la frontière routière entre la Russie et la Chine est fermée à Suifenhe, province du Heilongjiang (nord-est).
Cette ville est devenue l’un des principaux postes-frontières routiers avec la Russie depuis la suspension, fin mars 2020, par les autorités russes, de toutes les liaisons aériennes internationales,,.
Le 10 avril 2020, une équipe médicale chinoise de dix membres est arrivée à Moscou avec des fournitures pour aider la Russie à lutter contre le Covid-19.
Le 13 avril 2020, le Vietnam a offert 150 000 masques à la Russie.

## Conséquences

### Politique

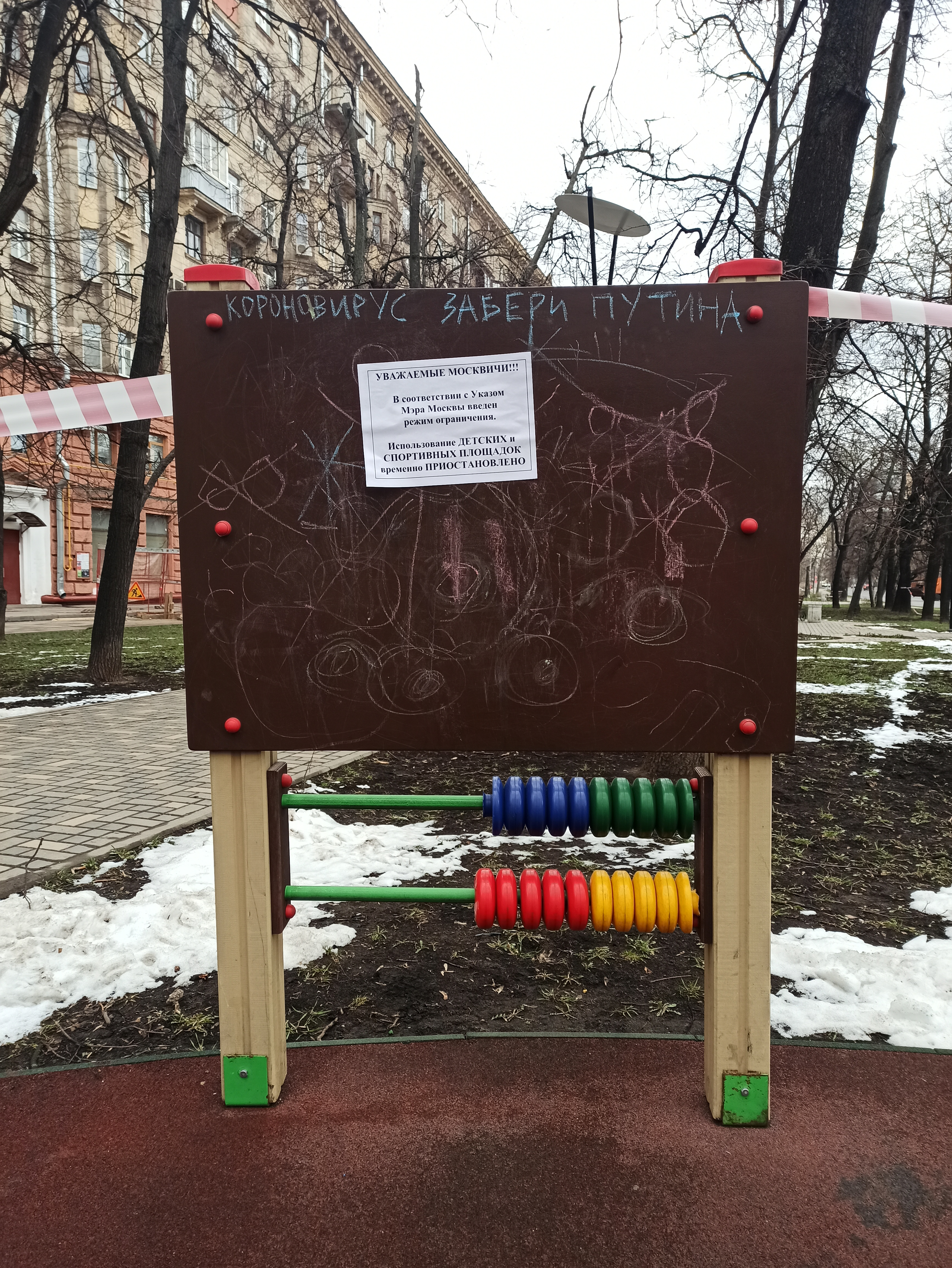
Tableau d'écolier avec l'annonce de la fermeture du terrain de jeu à Moscou. 2 avril 2020

Le 25 mars 2020, Vladimir Poutine annonce le report à une date ultérieure du référendum constitutionnel prévu le 22 avril.
Le référendum constitutionnel reporté a lieu du 25 juin au 1er juillet 2020.

### Économie
Mi-avril, selon plusieurs organisations patronales russes, plus de la moitié des petites et moyennes entreprises seraient menacées de faillite dans le pays. Dans le secteur de la restauration et de l’hôtellerie, les prévisions sont encore plus pessimistes. La décision prise à la fin du mois de mars, encourageant les Russes à rester chez eux jusqu’à la fin du mois d’avril a plongé les entreprises de Russie dans la difficulté, car aucune aide n'est apportée aux entreprises pour payer les salaires.
Le budget russe, basé sur un baril à 42 dollars, souffre de la chute de la consommation mondiale et de la guerre des prix du pétrole.
Une récession de 3,8 % est attendue pour l'année 2020.

## Critiques en 2020
Comme pour la plupart des dirigeants des pays touchés, cette crise sanitaire servirait de test pour Vladimir Poutine. Selon le quotidien suisse Le Temps, les chiffres officiels en Russie peuvent être mis en doute en raison du traitement de plusieurs événements survenus dans le passé,.
Le 18 mars 2020, le groupe de surveillance de l'Union européenne EUvsDisinfo rapporte que la Russie propage ce qu'elle croit être de fausses informations liées à la pandémie du SRAS-2 via des organes de presse pro-Kremlin.
Le 19 mars 2020, le gouvernement russe conteste les accusations de diffusion de fausses nouvelles par les chaines Sputnik et RT et dénonce la russo-phobie de nombreux médias occidentaux.
Le 12 avril 2020, la Russie reconnaît qu'une part significative de cas qualifiés de pneumonie sont en fait des cas de Covid-19 et déclare qu'à partir de ce jour, les cas de pneumonie seront comptabilisés dans les statistiques de Covid-19 potentielle.
Le 13 avril 2020, un rapport des services de renseignements américains signale que les services russes diffusent des informations alarmistes sur les réseaux sociaux dans un but de propagande.
Alors que la Russie est classée 10e sur 178 pays parmi les pays disposant du plus grand nombre de lits d'hôpitaux, des critiques évoquent des réformes qui auraient concerné le secteur de la santé ces dernières années. Un rapport du Centre de réforme économique et politique sur l’accès aux soins souligne que les plus grandes villes bénéficient de très bonnes infrastructures, mais que plusieurs régions sont sous équipées.

## Mesures prises en 2021

### Contrôle sanitaire des travailleurs étrangers
Après l'entrée en vigueur, mercredi 29 décembre 2021, d'une loi votée par le Douma en juin 2021, les travailleurs étrangers et leurs familles sont soumis à des tests réguliers pour dépister la syphilis, le virus du VIH, la lèpre, la gonorrhée, la tuberculose, le Covid-19 ou une addiction à la drogue. Le refus de test ou un test positif entraîne la révocation du permis de travail ou le refus d’en délivrer, l’inscription sur une liste des individus jugés "indésirables" sur le territoire russe et l’ordre de quitter le pays. Les groupements d'entrepreneurs étrangers critiquent cette législation qui touche plus de 11 millions de travailleurs étrangers.

### Bilan 2021
En 2021, la Russie a perdu 1,04 million d'habitants. Le Covid-19 avec plus de 660.000 décès enregistrés en est première cause.

## Mesures prises en 2022
Le 2 février 2022, malgré une forte augmentation des cas de Covid-19 (seuil de 100 000 contaminations quotidiennes atteint le 29 janvier) et dune faible couverture vaccinale (48% de la population est totalement vaccinée), les autorités sanitaires russes (citées par l'agence de presse Ria Novosti) ne prévoient pas de nouvelles restrictions,.